# セルゲストゥス
セルゲストゥス（羅: Sergestus）は、ギリシア神話およびローマ神話の人物である。トロイアの武将アイネイアースの部下であり、トロイア陥落後、アイネイアースに従ってイタリアに航海した。ウェルギリウスはセルギウス氏族の祖と伝えている。
航海の途中、セルゲストゥスの船は嵐でアイネイアースの船団とはぐれたが、カルターゴーで無事に再会した。アンキーセースの葬礼競技ではボート競走に参加し、ムネーステウス、クロアントス、ギュアースと競った。レースはギュアースとクロアントスが先行する展開の中、ムネーステウスと熾烈な争いを繰り広げたが、ボートが座礁してしまう。セルゲストゥスは岩から抜け出すことに時間を費やしたため最下位となり、観戦者たちの笑い者となったが、アイネイアースはセルゲストゥスが船と乗組員全員を無事に港に帰したことを心から喜び、褒美として家庭の仕事に長けたクレータ島出身の女奴隷ポロエーを与えた。